# Никола Котков
Никола Тодоров Котков (9 декември 1938 – 30 юни 1971 г.), наричан по прякор Котето, е български футболист, нападател, една от легендите на Локомотив (София), където играе 12 сезона. След това за кратко е част от ЖСК Славия. Умира в автомобилна катастрофа на 32-годишна възраст, като действащ футболист на Левски (София), заедно със съотборника си Георги Аспарухов.
Котков изиграва общо 322 мача в А група, в които бележи 163 гола. Футболист № 1 на България за 1964 г. В периода между 1962 и 1968 г. записва 26 участия с 12 гола за националния отбор на България. Участник на световното първенство в Англия'66.
Котков е считан за един от най-добрите български футболисти на своето време. Впечатлява с отлична техника и точни пасове, като вещо организира атаките на отбора си. Притежава мощен и точен удар с левия крак. Брилянтен изпълнител на преки свободни удари и корнери, при които неведнъж топката директно влиза в противниковата врата. Един от любимците на българската публика, изключителен джентълмен, отличаващ се с коректност на терена. Печели купата за индивидуално спортсменство в първенството през 1970 г.

## Биография

### Ранни години
Котков израства в софийската Драз махала до Локомотивното депо. Баща му работи като шлосер в БДЖ. В ученическите си години заиграва в школата на Локомотив (София). Впоследствие завършва успешно жп института „Г. Бенковски“ в столицата.

### Локомотив (София)
Заиграва за мъжкия отбор на Локомотив (София) през 1956 г. Впоследствие се утвърждава като основна фигура и лидер на отбора. С Локомотив става европейски железничарски шампион през 1961 г. и 1963 г. Има огромна заслуга за титлата на България, която клубът печели през сезон 1963/64. По време на шампионската кампания изиграва 28 мача и бележи 14 гола.
Дебютира в евротурнирите на 10 септември 1964 г. в мач на националния стадион „Васил Левски“ срещу шведския Малмьо ФФ за Купата на европейските шампиони. В срещата бележи 5 гола, а Локомотив печели с 8:3. Изиграва общо 4 мача в КЕШ, в които се отчита със 7 гола – вкарва две попадения и в следващия кръг срещу унгарския Вашаш. „Заслужил майстор на спорта“ от 1967 г.
През 1967/68 Котков бележи 28 гола в А група. Постижението му е клубен рекорд за Локомотив за най-резултатен играч в рамките на едно първенство, но в голмайсторската листа за сезона остава на второ място след Петър Жеков (Берое). На сметката си Котков записва общо 276 мача за „железничарите“ в елита, в които бележи 142 гола.

### ЖСК Славия
След обединението на Локомотив (София) със Славия (София) през януари 1969 г. Котков става част от новосформирания ЖСК Славия. До края на сезон 1968/69 изиграва 12 мача и бележи 2 гола в А група.

### Левски (София)
През лятото на 1969 г. Котков преминава в Левски (София). В много източници се твърди, че причините за трансфера са две. От една страна той не е бил съгласен с обединението между Локомотив (Сф) и Славия, а от друга е имал голямо желание да играе редом до Георги Аспарухов, с когото приживе са големи приятели. През сезон 1969/70 печели дубъл с Левски, като в първенството изиграва 25 мача и вкарва 14 гола.
Общо за двете години, в които е част от клуба, Котков записва 47 мача с 25 гола за Левски – 36 мача с 18 гола в А група, 4 мача с 4 гола за купата и 7 мача с 3 гола в евротурнирите.

### Национален отбор
През 1959 г. Котков става европейски шампион с юношеския национален отбор на континенталното първенство, което се провежда в България. Има на сметката си общо 16 мача с 8 гола за юношеския тим, 7 мача с 5 гола за младежкия национален отбор и 10 мача с 8 гола за Б националния отбор.
Дебютира за А националния отбор на 30 септември 1962 г. в контрола срещу Полша. Включен е в състава на България за световното първенство в Англия'66, където играе в един мач – при загубата с 1:3 от Унгария на 20 юли 1966 г. До края на 1968 г. записва общо 26 мача с 12 гола.

## Смърт
Котков загива на 30 юни 1971 г. заедно с Георги Аспарухов в автомобилна катастрофа в прохода Витиня на път за тържество на Ботев във Враца. Автомобилът „Алфа Ромео“ с двамата легендарни футболисти, управляван от Аспарухов, движещ се с висока скорост по главния път, се удря в камион, излизащ на платното. Има обосновани предположения за употреба на алкохол от страна на единия водач.
В погребението на двамата футболисти участват към 500 хиляди души, повече, отколкото в организирани от режима подобни мероприятия, като погребението на Георги Димитров. Освен това то съвпада по време и напълно засенчва пропагандираното от властите погребение на трима загинали съветски космонавти. Масовото погребение на Аспарухов и Котков поражда опасения в правителството и довежда до отстраняването на вътрешния министър Ангел Солаков.

## В памет
На Никола Котков е наречена улица в квартал „Надежда 2“ в София (Карта).
На името на Никола Котков в негова памет се организира международен детски турнир от Локомотив (София). В анкетата на вестник „Нощен Труд“ за Най-добър футболист на България за 20 век е класиран от футболните специалисти на 6-о място, а от футболните фенове – на 4-то място.
Наско Джорлев от Струмица, Македония посвещава Песен за Гунди и Котков на загиналите български футболисти.

## Успехи
Локомотив (София)
- А група:
  -  Шампион: 1963/64
  -  Вицешампион: 1964/65
  -  Бронзов медалист: 1967/68
- Европейско първенство за железничари:
  -  Шампион (2): 1961, 1963

Левски (София)
- А група:
  -  Шампион: 1969/70
- Национална купа:
  -  Носител: 1969/70

Национален юношески отбор
- Европейско първенство:
  -  Шампион: 1959

## Повече информация
- Евтимов П. „Ехо от стадиона“, изд. „Народна младеж“, 1978
- Милушев, П. „80 години Локомотив по коловозите на любовта“, София 2009